# 道の駅鯛生金山
道の駅鯛生金山（みちのえき たいおきんざん）は、大分県日田市にある国道442号の道の駅。
2000年（平成12年）8月18日に道の駅に登録された。

## 概要
1972年（昭和47年）に閉山した鯛生金山跡に1983年（昭和58年）にオープンした博物館を中心とした施設を道の駅として登録したものである。登録前からの名称である地底博物館鯛生金山としても知られている。
中心施設の地底博物館は、鯛生金山の坑道の一部（総延長約110 kmのうち約800 m）を博物館としたもので、施設内では金山採掘所の資料の展示や発掘現場を見学することができる。坑道には黄金鯛（後述）も展示されている。また、坑道外には、実際に金石を採取できる体験コーナーなども設けられている。
中津江村は2002年（平成14年）の2002 FIFAワールドカップで当時有力候補だったカメルーン代表選手のキャンプ場として注目を浴びたが、坑道外の展示施設には現在でも選手等の記念品や資料が展示されている。

## 施設
- 駐車場
  - 普通車：122台
  - 大型車：10台
  - 身障者用：3台
- トイレ
  - 男：大 8器（3器）、小 16器（6器）
  - 女：16器（7器）
  - 身障者用：3器（1器）
- 公衆電話
- 公衆FAX
- レストラン「けやき」
- 売店「清流」
- 公園「花の広場」
- 道路交通情報センター
- 博物館 「地底博物館」
- キャンプ場 鯛生家族旅行村
- 自動販売機
- 郵便ポスト（日田郵便局）

## 休館日
- 1月1日
- 2月第1月曜 - 金曜の5日間は坑内安全点検のため休業

## アクセス
- 国道442号 - 登録路線
  - 福岡県道・大分県道・熊本県道115号八女小国線重複
- 大分県道・熊本県道9号日田鹿本線

## 博物館・資料館
道の駅鯛生金山には「地底博物館」がある。
鯛生金山入坑口そばの建物は資料館になっている。鉱山入坑チケット（入坑料）があれば観覧できる。
資料館には金山で発掘した鉱石、鯛生金山が舞台になった松本清張の長編小説「西海道談綺」の直筆原稿とテレビドラマ化の際の記念写真、北村西望による直筆の額、カメルーンとの交流グッズなどが展示されている。資料館は2020年7月の豪雨で1階部分（400平方メートル）が浸水し、床板180平方メートル張り替え、2021年４月にリニューアルして再開した。

## 黄金鯛
鯛生金山の名は、鎌倉時代に、肥後の豪族菊池氏の娘がこの地に嫁ぐこととなり、菊池氏が祝いに雌雄の鯛を贈ったところ、その鯛がこの地で飛び跳ねて向き合った石に変わり、鯛生石と呼ばれるようになったという言い伝えに由来する。
中津江村では、この言い伝えにちなみ、1991年（平成3年）にふるさと創生基金の1億円のうち7,354万円で雌雄一対の純金製の黄金鯛を作って、1992年（平成4年）から地底博物館の目玉として館内の坑道に展示していた。
2006年（平成18年）2月12日夜から13日朝にかけて、このうちの雄（盗難当時の価値で約6千万円相当）が盗難にあった。犯人は2007年（平成19年）11月21日に逮捕されたが、雄の鯛は溶かされて売却されていた。犯人は、後に岐阜県の大橋コレクション館からも金塊を盗む職業的な犯罪者であった。
現在、地底博物館には、黄金鯛のレプリカが展示されている。残った雌の鯛は、中津江村と合併した日田市が盗難を避けて金庫室で保管していたが、2012年（平成24年）11月26日に三菱マテリアルに売却することが発表された。金の値上がりによって売価は9,045万円になり、雌のみで盗難にあった雄の分もカバーすることができた。